# Claudio Cueco
Claudio Cueco fue una serie de historietas creada por Daniel Torres en 1980 para la revista "El Víbora".

## Trayectoria editorial
Su primera historieta, con el título de Asesinato en 64 imágenes por segundo y 15 páginas de extensión, apareció en el número doble 8-9 extra verano de "El Víbora", y fue seguida por El ángel caído. Esta última aventura fue la primera de Daniel Torres en lograr difusión internacional, al ser publicada en Francia en 1982 por Futurópolis.
Tanto ésta como el resto de aventuras del personaje publicadas en esta época serían recopiladas años más tarde en un tomo que recibe el mismo nombre que el protagonista:
- Claudio Cueco (1994) (ISBN 84-7904-221-4) (Norma Editorial) contiene:
  - El ángel caído (1980)

## Valoración
En opinión del crítico Álvaro Pons, Claudio Cueco muestra la evolución estilística de su autor, al mismo tiempo que conserva una gran vinculación con su herencia valenciana. Comparte así varias similitudes con Barrachina, que su paisano Sento publicaba por entonces en "Bésame Mucho":
- Referencias del cine negro
- Ambientación en la ciudad de Valencia
- Uso de los recursos del folletín
- Presencia de elementos discordantes
- Dibujo estilizado con un entintado violento, de líneas duras, rectas quebradas de trazo ancho.[2]